# Гришин, Александр Николаевич (хоккеист, 1975)
Александр Николаевич Гришин (род. 27 марта 1975, Павловский Посад, Московская область) — советский и российский хоккеист, защитник. Мастер спорта России.

## Биография
Первая школа — «Планета» (Павловский Посад). Воспитанник «Кристалла» Электросталь, тренеры — А. В. Митяев, В. В. Мариничев.
Дебютировал в «Кристалле» в сезоне 1990/91 первой лиги, проведя один матч. Отыграл за клуб следующие семь сезонов. Выступал за команды «Спартак» Москва (1998/99 — 2000/01), «Амур» Хабаровск (2000/01, 2002/03), «Крылья Советов» (2001/02), «Салават Юлаев» (2003/04 — 2004/05), «Сибирь» (2005/06), «Витязь» Чехов (2005/06 — 2007/08), «Автомобилист» Екатеринбург (2008/09), «Химик» Воскресенск (2009/10), «Рубин» Тюмень (2010/11), «Молот-Прикамье» Пермь (2011/12), «Сокол» Киев (Украина, 2012—2013)
Победитель хоккейного турнира зимней Универсиады 1993.
Победитель регулярного чемпионата ВХЛ и Братины (2011). Бронзовый призёр чемпионата Украины (2013).
Окончил Институт физической культуры и спорта.